# S&W M39
S&W M39は、アメリカの銃器メーカーS&W社が開発した自動拳銃である。

## 特徴
1954年に発売された同社初（アメリカ初）のダブルアクション式自動拳銃で、その後の同社の自動拳銃シリーズの基本となった。ショートリコイル方式を採用し、現在西側で主流となっている9x19mmパラベラム弾を使用するダブルアクション拳銃であるが、これといって目立った特徴はない。
トリガーメカニズムはDAオートの先駆であるワルサーP38の物を多く借用し、全体的な意匠やショートリコイル機構においてはM1911やFN ブローニング・ハイパワーの影響が見られる。変わったところでは、ハイパワーに採用されていたマガジンセーフティー（マガジンが装填されていないとハンマーが落ちず、発砲できなくなる安全装置）も受け継いでいる。オリジナリティでいえば、反射防止セレーションの入ったフロントサイトや同社のM19 リボルバーを彷彿させるアジャスタブル式リアサイトにS&Wらしさが現れている点が挙げられる。
量産品として軽量なアルミフレームを採用したモデルでもある。同時期に開発されたSIG P210やベレッタM1951がスチールフレームで1,000g前後の重量だったことを考えると、当時としては軽量な自動拳銃に仕上がっており、その後に登場したM59シリーズはダブルアクション、ダブルカラムマガジンの9x19mm弾を使用する拳銃としてはベレッタ 92やSIG SAUER P226に先行して発売され、バリエーションとしてDAO（ダブルアクションオンリー）やシングルアクションモデル、.45ACP弾を始め.40S&W弾や10mm オート弾に対応したモデルが発売されるなど、古い設計ながらもそれなりの汎用性を持っていると言える。
実際、S&W社の自動拳銃は、早い段階で9x19mm弾やアルミ製フレームを採用したり、ダブルアクションやダブルカラムマガジン（M59シリーズ）を採用するなど、自動拳銃としての機能や性能を十分に備えているが、45口径の支持者の多い米国ではなかなか人気を獲得できない時期があった。ほかにも、ハイパワーに比べ太いグリップは手の小さい人には評判は余り芳しくなく、角材のような握り心地と形容されることが多かった。
9x19mm弾を使う銃、ダブルカラムマガジンの採用という先見の明こそあったものの、銃身の短さや基本設計の古さも相まってXM9トライアルではマイナーチェンジモデルのM459があえなく落選しており、全体的な評価は高いとは言えない。
一方で、警察などの公用としてはある程度の評価を得ており、米国を中心とした警察機関などで多数採用されている。マニュアルセーフティーであることを買われ、正式採用をグロックなどの最新自動拳銃からあえてS&Wの第3世代に戻す市警察も存在するなど（ただし、これはグロックの操作が独特だったことの対策という一面もある）、半世紀以上が経った近年でも少なからず使用されている。ほかにも、下記のとおり日本の警察が第3世代のステンレスモデルであるM3913を、海上保安庁がM5906をそれぞれ採用している。ただ、現在はS&W M&Pが登場したことによりM39/59シリーズはすべてカタログ落ちしているため、正式採用している組織の使用は減少していくことになる。
軍隊においては、ベトナム戦争時に軽量なことを評価されてアメリカ空軍が同社のリボルバーとあわせて部隊単位でM39を使用したことやアメリカ海軍の特殊部隊Navy SEALsにも専用サプレッサーが装着可能なカスタムモデル、Mk.22 Mod0が採用されていた。
初期のバリエーションとしては、シングルアクションモデルのM44、M44をベースにリボルバー用の.38スペシャル弾を使用できるようにした競技用拳銃のM52、ダブルカラムマガジンを採用して装弾数を14発に増やしたS&W M59などがある。代表的なカスタムモデルとしてはクリーブランドのデベルコーポレーションでカスタムされた「デベルカスタム」が挙げられる。

## バリエーション
このM39を基本とした様々な自動拳銃が同社から発売されている。基本的に型番が2桁であれば第1世代型、3桁であれば第2世代型、4桁であれば第3世代型に分類されるが、M910やM945などの例外もある。なお、いずれの世代においても40口径や45口径、10mm口径のダブルカラムマガジンは存在しない。
第2世代は基本的にスライド/フレームの材質1桁（4ならスチール/アルミ、5ならスチール/スチール、6ならステンレス/ステンレスなど）+ベースモデル2桁（M39/M59、45口径なら45など）による数字の組み合わせで表記される。例えばM439なら「アルミフレーム、9mmシングルカラムマガジン」、M645なら「オールステンレス、45口径」、M659なら「オールステンレス、9mmダブルカラムマガジン」となる。ガードの付いた特徴的なリアサイトの形状をしている。
第3世代はベースモデル2桁+バリエーション1桁（0がフルサイズ、1がコンパクト、4がフルサイズDAOなど）+スライド/フレームの材質1桁による数字の組み合わせとなっている。例えばM4013なら「40口径、コンパクトモデル、ステンレス/アルミ」、M4505なら「45口径、フルサイズモデル、オールスチール」、M5946なら「9mmダブルカラムマガジン、フルサイズDAOモデル、オールステンレス」となる。1990年代後半からはアンダーマウントレールやノバックタイプのリアサイトなど、現代的な装備を備えるものも発売された。
このように多数のバリエーションがある上に数字の順序も世代ごとに入れ替わっており、ユーザーの混乱を招きがちである（リボルバーなどでは型番が3桁止まりであった同社製品で4桁が出た初の例）。
以下は有名なバリエーションである。
Mk.22 Mod0
M39ベースの特殊部隊向け暗殺用拳銃。別名は「ハッシュパピー」。これを与えるとうるさく吠える猟犬でもおとなしくなるように、この銃で撃たれた人間は死んで静かになるということから、こう呼ばれるようになった。発射音を極力抑えるために亜音速特殊弾Mk.144 Mod0と専用のWOX-1A サプレッサーが使われ、スライド音を抑えるために強制的にスライドを固定するスライドロック機能を備えている。また、サプレッサーの装着を前提としているため、非常に大型のアイアンサイトが備えられている。
これらの組み合わせにより消音能力は非常に良好だったが、サプレッサー内部のインサートの寿命が22発で限界だったため、交換用インサートも合わせて支給された。
S&W M459/M559/M659
M59の第2世代型。M459はアルミ合金フレーム、M559はスチールフレーム、M659はステンレスフレームを採用している。M559はアメリカ軍の制式拳銃トライアルに参加したが、ベレッタ 92に敗れて不採用となった経緯がある。その後、1980年からはアメリカ市場で販売された。
S&W M645
S&W社が初めて開発したダブルアクション方式の45口径自動拳銃。コルト・ガバメントの使用弾である.45ACP弾を使用する。後にM645ベースのシングルアクション式競技用拳銃として「M745」が発売された。M645の第3世代型は「M4506」と呼ばれる。

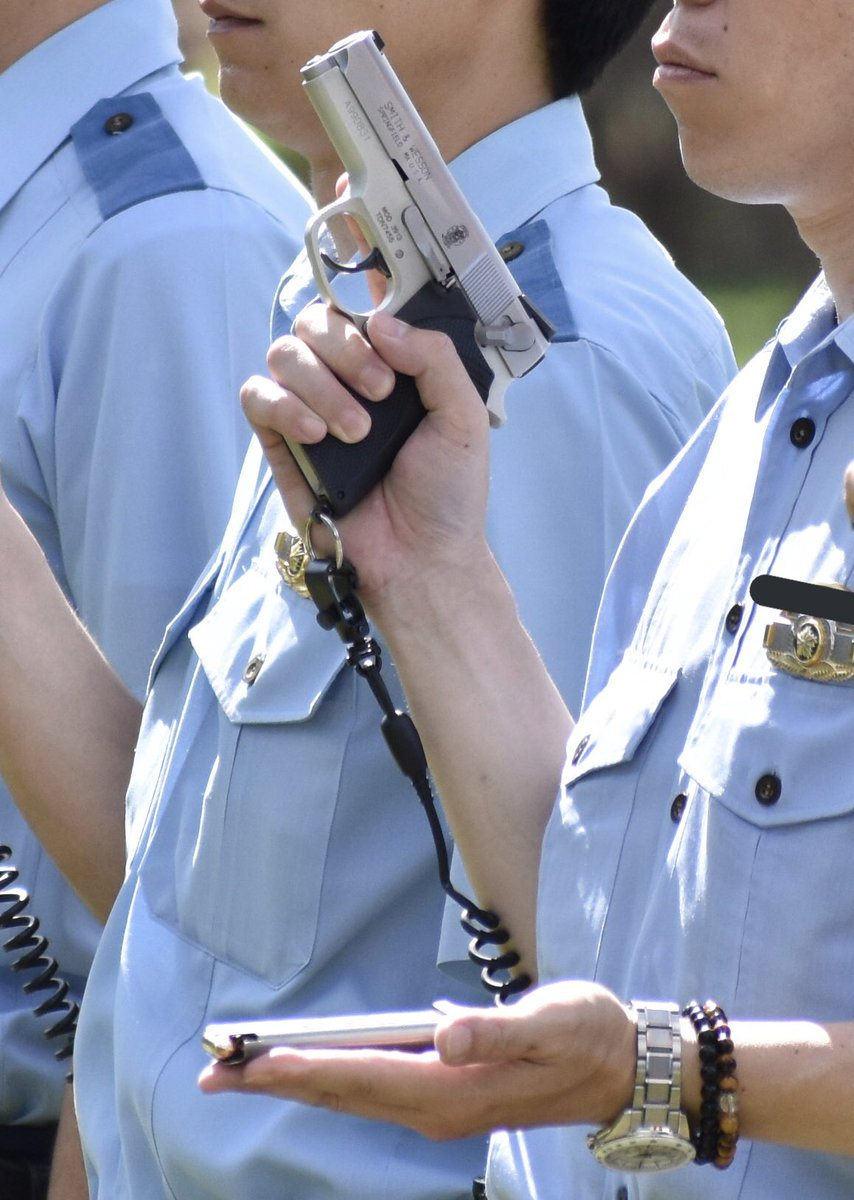
奈良県警察のM3913

S&W M3913
M39に若干の改良を加えて短縮したモデルで、アメリカにおける女性の護身用として開発された「M3913 レディスミス」というモデルも存在する。本銃は日本の警察にも配備されており、組織犯罪対策部を皮切りに、2005年には北海道警察のSATと見られる部隊が訓練で使用しているのが確認され、2008年6月に埼玉県川越市で発生した立てこもり事件で埼玉県警察RATSが使用し、静岡県警察銃器対策部隊が近年の訓練で使用しているほか、地域部への配備も確認されている。
S&W M4506
M645の第3世代型。ブラックモデルのM4505も存在する。
S&W M5906
基本的にはM59の第3世代型であるが、グリップが握りやすいワンピースグリップとなるなど、従来のモデルと比べると全体的にスタイリッシュなデザインとなった。本銃は海上保安庁で採用されており、2000年以降、特別警備隊などに配備されている。コンパクトモデルの「M6906」も製造された。
S&W 3566
1993年にバリエーション追加された、M59ベースの競技用拳銃。S&W本社ではなく、カスタム部門であるS&W パフォーマンスセンターの手によるもので、その事から「PC356」とも呼ばれる。専用開発の.356 TSW弾を発射し、9mm程度の口径ながら45口径と同程度のストッピングパワーを発揮するとされる（.40S&W弾や10mm オート弾の考え方に近い）。しかし、現在は本体・弾薬ともにカタログ落ち状態である（そのため、実銃の世界では非常にレアな銃と化している）。ただし、日本では東京マルイがエアガンとして「PC356」の名で本銃をモデルアップしており、日本での知名度は高い。
S&W M4006 TSW
カリフォルニア・ハイウェイ・パトロールのオフィサーのみに支給される特注品で、市販されていない。使用弾薬は.40S&W弾。銃身下部は一般向けと異なり円筒ではなくタクティカルライトレールが刻まれており、左側面に「CHP」の文字と携行者のバッジナンバーが刻まれている。